# Aletis fuscofasciatus
Aletis fuscofasciatus är en fjärilsart som beskrevs av Johann August Ephraim Goeze 1779. Aletis fuscofasciatus ingår i släktet Aletis och familjen mätare. Inga underarter finns listade i Catalogue of Life.